# Johan Hemberg
Johan Hemberg, född 19 oktober 1850 i Torsö församling i Skaraborgs län, död 9 januari 1928 i Skövde, var en svensk präst.

## Biografi
Johan Hemberg var son till lantbrukaren och Vänerskepparen Gustaf Johansson och Kristina Andersdotter. Hemberg blev student 1877 och avlade teoretisk-teologisk examen vid Uppsala universitet samma år samt praktisk examen 1878. Han prästvigdes 1879, blev förste lärare vid Gustafsbergs barnhus samma år, pastor vid svenska församlingen i Paris 1887, kyrkoherde i Skövde pastorat 1893 och kontraktsprost i Billings kontrakt 1896–1923. Han var inspektor vid Skövde läroverk 1895–1922.

## Familj
Hemberg var gift första gången 1889 med Agnes Thorburn (1866–1890) och andra gången 1894 med Signe Hedenius (1863–1944), dotter till medicinprofessor Per Hedenius. Han hade en son i första äktenskapet: försäkringsdirektör William Hemberg (1890–1977). I andra äktenskapet hade han tre barn: Margit Rudberg (1895–1987), gift med biskop Yngve Rudberg, konstnären Elli Hemberg (1896–1994) och direktör Per Hemberg (1900–1967).
Johan Hembergs bror handlanden Anton Hemberg (1861–1940) var farfar till ingenjören Thorsten Hemberg och mormors far till ekonomen Claes Hemberg.